# Legalità della pena
La legalità della pena è un principio giuridico proprio del diritto penale.
Secondo tale principio la pena non può essere irrogata se non nei casi previsti dalla legge e non possono essere inflitte pene che non siano quelle stabilite dalla legge stessa.

## Nel mondo

### Italia
In Italia tale principio giuridico è contenuto nell'Art. 25 della Costituzione italiana.